# Khu bảo tồn thiên nhiên Gorgany
Khu bảo tồn thiên nhiên Gorgany (tiếng Ukraina: Ґорґани заповідник) là một khu bảo tồn thiên nhiên nghiêm ngặt bao gồm một phần của dãy núi Gorgany, một phạm vi của Đông Carpath, tây nam Ukraina. Khu bảo tồn này có tới 46% diện tích rừng là khu rừng già, một trong những khu rừng nguyên sinh còn lại lớn nhất châu Âu. Được thành lập vào năm 1996 để bảo vệ khu vực sinh trưởng tự nhiên của loài thông đá (Pinus cembra).. Ngày 13 tháng 7 năm 2017, một phần của khu bảo tồn có diện tích 753,48 ha đã được UNESCO công nhận là Di sản thế giới như là một phần của Các khu rừng sồi nguyên sinh trên dãy Carpath và các khu vực khác của châu Âu.

## Địa hình
Dãy Gorgany chạy theo hướng tây bắc-đông nam có địa chất chủ yếu là đá trầm tích phân lớp được gọi là flisơ. Độ cao ở đây dao động từ 710 đến 1754 mét so với mực nước biển. Trong khu bảo tồn có khoảng 30 sông suối tạo thành mạng lưới dày đặc đổ ra sông Bystrytsia. Cảnh quan khu vực dốc đứng, được hình thành trong kỳ băng hà Wurzburg và được bao phủ bởi những khu rừng lá kim.

## Khí hậu và sinh thái

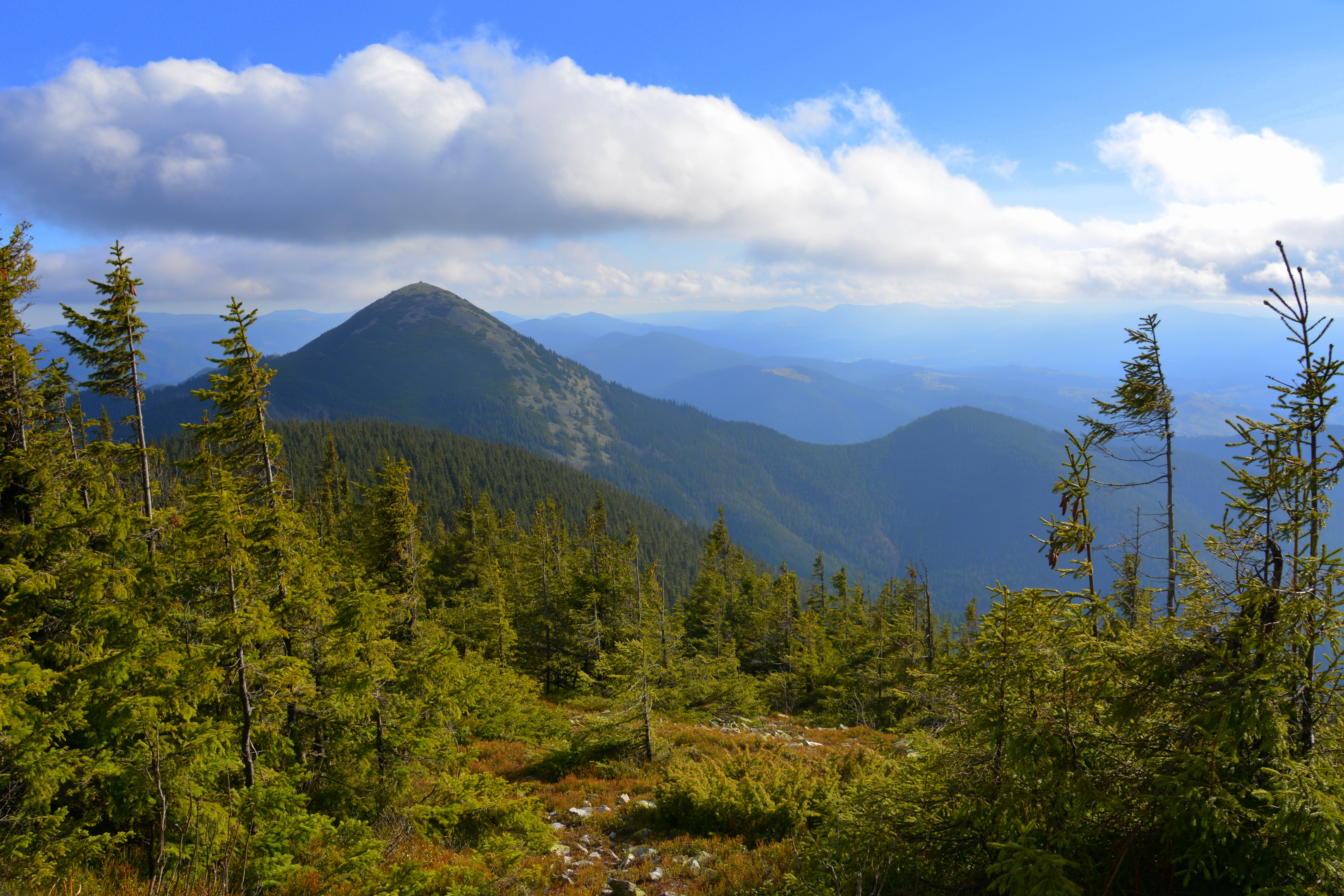
Cảnh quan rừng tại Gorgany

Khu vực có khí hậu lục địa ẩm. Khí hậu này được đặc trưng bởi chênh lệch nhiệt độ theo mùa lớn và mùa hè ấm áp, ít nhất có 4 tháng nhiệt độ trung bình trên 10 °C (50 °F) nhưng không có tháng nào trung bình trên 22 °C (72 °F). Nhiệt độ trung bình thấp nhất là vào tháng 1 với −7,6 °C (18,3 °F) và cao nhất vào tháng 7 là 16,4 °C (61,5 °F). Lượng mưa trung bình hàng năm là từ 853–1.007 milimét (33,6–39,6 in), và độ ẩm trung bình hàng năm là 78 %.

## Động thực vật
Khu bảo tồn có tới 76% diện tích là khu rừng tự nhiên ổn định tự phát triển và chứng minh tính bền vững thông qua chu kỳ rừng hoàn chỉnh. Trong số này có 46% tổng diện tích rừng là rừng nguyên sinh, với 2.110 hécta (8,1 dặm vuông Anh).
Tại đây có sự chiếm ưu thế của vân sam và thông. Những cây thông đá phân mảnh hỗ trợ cho các khu rừng linh sam và sồi. Tại khu vực có độ cao thấp hơn là rừng rụng lá hỗn hợp và rừng lá kim. Các loài khác đáng chú ý gồm cây thân thảo lâu năm và cây bụi như thạch nam, việt quất hay mạn việt quất.